# 聖母教堂 (科布倫茨)
聖母教堂（德語：Liebfrauenkirche）是位於德國城市科布倫茨市中心的一座教堂。聖母教堂是科布倫茨舊城區最高的建築，也是科布倫茨主要的教區教堂，是萊茵河中游地區中世紀宗教建築的代表作。

## 外部連結
- Katholische Kirchengemeinde Liebfrauen in Koblenz （页面存档备份，存于）

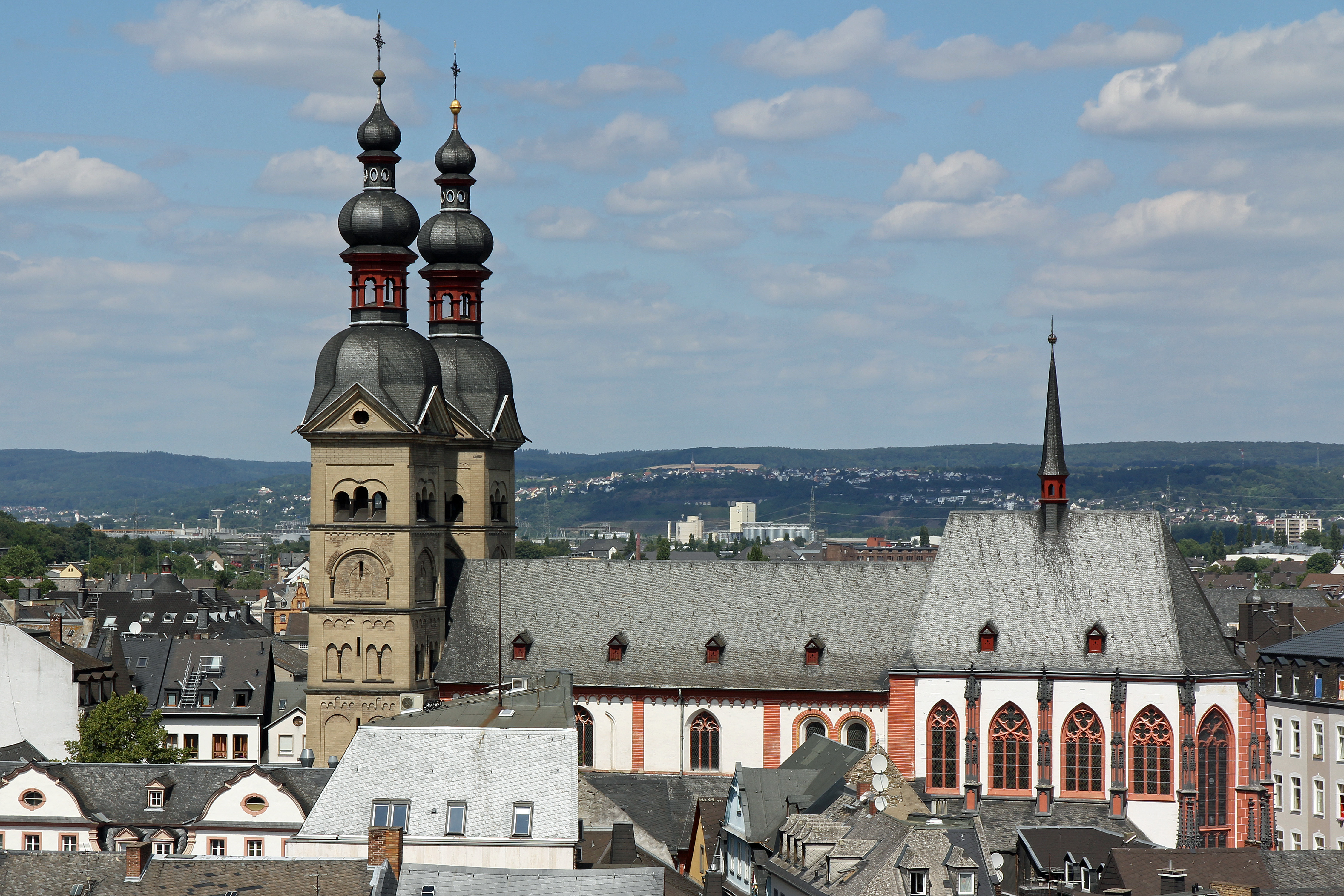
聖母教堂

- Liebfrauenkirche （页面存档备份，存于） in: regionalgeschichte.net